# Karl Endres
Karl Endres, né le 15 juin 1911, à Erlabrunn, en Allemagne et décédé le 29 décembre 1993, à Wurtzbourg, en Allemagne, est un ancien joueur allemand de basket-ball.